# Michèle Sebag

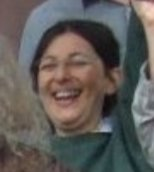
Michèle Sebag

Michèle Sebag ist eine französische Informatikerin und Forschungsdirektorin am CNRS.

## Leben
Sie studierte von 1975 bis 1979 an der École normale supérieure de jeunes filles und erwarb 1978 einen Abschluss (agrégation) in Mathematik. Sie arbeitete als Ingenieurin bei Thomson-CSF (1980–1985) und besuchte den Kurs für künstliche Intelligenz von Jean-Louis Laurière an der Universität Pierre und Marie Curie in Paris. Parallel dazu erwarb sie 1983 einen DEA in Wirtschaftswissenschaften an der Universität Paris-Nanterre. Nach einer Tätigkeit als beratende Ingenieurin promovierte sie 1990 an der Universität Paris-Dauphine unter der Leitung von Edwin Diday, Yves Kodratoff von der Universität Paris-Süd und Joseph Zarka vom Labor für Festkörpermechanik der École polytechnique.
Im Jahr 1991 wurde sie als wissenschaftliche Mitarbeiterin des CNRS im Labor für Festkörpermechanik der École Polytechnique angestellt. Nachdem sie 1997 an der Universität Paris Süd für die Leitung von Forschungsarbeiten habilitiert hatte, trat sie 2001 in das Laboratoire de recherche en informatique (LRI) in Orsay ein, wo sie 2003 Forschungsdirektorin des CNRS wurde. Sie ist auf künstliche Intelligenz und Data-Mining spezialisiert und war von 2003 bis 2010 Präsidentin der Association française pour l'intelligence artificielle. Im Jahr 2010 wurde sie zum Mitglied des wissenschaftlichen Rates des CNRS Conseil scientifique de l’institut des sciences informatiques et de leurs interactions ernannt.
Am 6. Dezember 2017 wurde sie zum Mitglied der Académie des technologies gewählt.
Am 11. Dezember 2017 wurde sie als eine von zehn Persönlichkeiten aus dem akademischen Bereich in den Conseil national du numérique (Nationaler Digitalrat) berufen.
Am 31. Dezember 2018 wurde sie zum Ritter der Ehrenlegion ernannt.